# アクラフ・ダリ
アシュラフ・ダリ（アラビア語: أشرف داري、フランス語: Achraf Dari、1999年5月6日 - ）はモロッコのサッカー選手。ポジションはDF。アル・アハリ所属。アクラフ・ダリと表記されることもある。

## 経歴

### クラブ
ウィダード・カサブランカでプロキャリアをはじめた。2022年5月31日には、CAFチャンピオンズリーグ優勝を果たした。
2022年7月30日、スタッド・ブレストと4年契約を結んだ。2022年8月7日、RCランス戦でデビューした。
2024年2月1日、シャルルロワSCにレンタルで復帰した。
2024年8月28日、アル・アハリに移籍した。

### 代表
2021年のサウジアラビア代表戦でA代表デビュー。
2022年6月12日、ヴァイッド・ハリルホジッチ率いるA代表に選出された。
2022 FIFAワールドカップの本大会メンバーにも選出された。3位決定戦でのクロアチア戦で同点ゴールとなるヘディングを決め、代表初ゴールを決めた。

## 代表歴

### 出場大会
- モロッコ代表
  - 2022 FIFAワールドカップ

### 試合数
- 国際Aマッチ 7試合 1得点（2021年-2022年）[11]

| モロッコ代表 | 国際Aマッチ | 国際Aマッチ |
| 年           | 出場        | 得点        |
| ------------ | ----------- | ----------- |
| 2021         | 1           | 0           |
| 2022         | 6           | 1           |
| 通算         | 7           | 1           |

## タイトル

### クラブ
ウィダード
- ボトラ : 2018-19, 2020-21, 2021-22
- CAFチャンピオンズリーグ : 2021-22

### 代表
U-20モロッコ代表
- フランス語圏競技大会 : 2017

### 個人
- CAFチャンピオンズリーグ最優秀ディフェンダー : 2021-22

### 勲章
- モロッコ国家勲章（英語版） : 2022[12]